# Zofia Głowa
Zofia Kazimiera Barbara Głowa, z domu Osikowska, I voto Kurkowa (ur. 11 kwietnia 1920 w Krakowie, zm. 8 kwietnia 1969 w Krakowie), polska etnograf, pracownik Instytutu Sztuki Polskiej Akademii Nauk.
Pochodziła z rodziny ziemiańskiej, była córką Wincentego i Władysławy z Jucharskich. Wincenty Osikowski, legitymujący się dyplomem inżyniera rolnika, prowadził majątek ziemski w Górce Kościelnickiej koło Krakowa. Zofia Osikowska uczęszczała do gimnazjum przy Instytucie Marii w Krakowie i zdała egzamin dojrzałości w 1938. Planowała studia w Paryżu, ostatecznie zdecydowała się je o rok opóźnić i doskonalić w tym czasie w kraju swoje umiejętności z języka francuskiego. Plany wyjazdowe i edukacyjne Osikowskiej zrujnowała niebawem II wojna światowa. Okupacyjne lata spędziła w rodzinnym majątku, oficjalnie pracując jako ogrodniczka.
W 1947 podjęła współpracę z Romanem Reinfussem i prowadzoną przez niego Sekcją Badania Plastyki Ludowej w Państwowym Instytucie Badania Sztuki Ludowej. Posługiwała się już wówczas nazwiskiem z pierwszego małżeństwa – Kurkowa. W 1948 podjęła studia etnograficzne na Uniwersytecie Jagiellońskim i jednocześnie uzyskała stałe zatrudnienie we wspomnianej sekcji. Jednostka ta włączona została w 1950 do Państwowego Instytutu Sztuki (Państwowy Instytut Badania Sztuki Ludowej został zlikwidowany), w 1959 przekształconego w Instytut Sztuki Polskiej Akademii Nauk.
Zofia Kurkowa pracowała w Sekcji Badania Plastyki Ludowej (późniejsza Pracownia Badania Sztuki Ludowej, Pracownia Dokumentacji Sztuki Ludowej, wreszcie Zespół Dokumentowania Sztuki Ludowej) w charakterze młodszego pracownika naukowego; obowiązki zawodowe i rodzinne nie pozwoliły jej ukończyć studiów. Wykonywała głównie obowiązki archiwistki i zadania organizacyjne, ale uczestniczyła też w etnograficznych badaniach terenowych. Ogłosiła 18 publikacji na łamach "Polskiej Sztuki Ludowej", obok relacji z wystaw i konkursów czy sprawozdań terenowych były to też prace materiałowe, m.in. Materiały do mapy ośrodków garncarskich w Polsce (1956, tom X, nr 2, 3, 4-5, 6; 1957, tom XI, nr 1, 2), Wąskofrontowe chałupy na Sądecczyźnie (1959, tom XIII), Zdobnictwo wnętrza u Lasowiaków (1959, tom XIII). Była zamężna dwukrotnie i jako Zofia Kurkowa publikowała do 1952, potem jako Zofia Barbara Głowa. Miała dwie córki.
Zmarła po długiej chorobie 8 kwietnia 1969 w Krakowie, pochowana została na cmentarzu Rakowickim.